# Roger Ascham
Roger Ascham (Kirby Wiske (Yorkshire), 1515 – Londra, 23 dicembre 1568) è stato uno scrittore e pedagogo inglese di cultura umanista che volle dare pari dignità alla lingua nazionale inglese nei confronti dell'italiano, del latino e del francese, allora considerate come le più importanti lingue europee. È per questo considerato come un importante promotore della cultura nazionale inglese .

## Biografia
Ascham nel 1530 compì i suoi studi a Cambridge nel St. John College dove ebbe modo di approfondire la conoscenza del greco antico che  gli umanisti italiani avevano riscoperto quando studiosi bizantini, rifugiati in Occidente dopo la caduta di Costantinopoli, nel 1453 ad opera dei Turchi, avevano iniziato a  tenere corsi di greco e di letteratura greca a  Firenze e poi anche in altri centri. 

Vincitore di una borsa di studio divenne "regius professor" di greco nel 1540 operando l'insegnamento e la pratica di esercizi fisici e della musica. Nel 1545 pubblicò il Toxophilus, la sua prima opera, che gli valse l'approvazione e la concessione di una pensione da parte del re Enrico VIII.
Il Toxophilus era un trattato sul tiro dell'arco, considerato non solo un sano esercizio fisico ma anche un'utile attività militare per la difesa del proprio paese. Attraverso quest'opera inoltre Ascham voleva dare, attraverso uno stile curato e un linguaggio elevato, dignità nazionale alla lingua inglese dimostrando come questa fosse di pari importanza rispetto al latino, all'italiano, al francese, allora predominanti.
Le sue qualità di studioso gli giovarono rilevanti incarichi ufficiali come istitutore della allora principessa Elisabetta, poi segretario latino di Edoardo VI, della regina Maria e infine della sua ex allieva: la regina Elisabetta.
La sua opera più importante, pubblicata postuma nel 1570, fu il The Schoolmaster, un trattato dedicato all'educazione della gioventù inglese che l'Ascham concepisce prendendo a modello  Il Cortegiano di Baldassare Castiglione anche se il prevalente spirito puritano gli fa considerare gl'inglesi italianati come «diavoli incarnati»  , dallo stile di vita così dissipatore e corrotto tanto da consigliare ai giovani inglesi di non viaggiare in Italia, un paese ammirabile per la sua cultura ma da evitare per le sue malie da «maga Circe» 
«Gl'ideali educativi dell'Ascham già adombrano, nel loro severo moralismo e platonico ellenismo, gli ulteriori sviluppi della pedagogia inglese» prefigurando il modello del futuro gentleman inglese: «Formazione del carattere, disciplina e controllo interiore; senso religioso e insieme sanità, bellezza ed equilibrio fisico ottenuto per mezzo degli sport e dei giuochi.» 
Per conseguire questo obiettivo Ascham, contrario all'uso delle pene corporali per gli allievi, delinea nei minimi particolari l'azione educativa ispirata alla cortesia e al benevole dialogo: